# Daprodustat
Le daprodustat est un médicament utilisé pour traiter les anémies chroniques.

## Mode d'action
Il s'agit d'un inhibiteur de la prolyl hydroxylase du facteur inductible à l'hypoxie qui agit en augmentant l'érythropoïétine,.

## Usage médical
Le daprodustat est un médicament utilisé pour traiter l'anémie dû à une maladie rénale chronique. Il est utilisé chez les personnes dialysées depuis plus de quatre mois. Il est pris par voie orale. Le médicament est utilisé pour réduire le besoin de transfusions sanguines.

## Effets secondaires
Les effets secondaires de ce médicament  comprennent l'hypertension artérielle, les caillots sanguins ou les douleurs abdominales. D'autres effets secondaires peuvent inclure une aggravation de l'insuffisance cardiaque et des saignements gastro-intestinaux supérieurs. L'utilisation peut augmenter le risque de décès. Il n'est pas recommandé aux personnes atteintes d'un cancer actif. Il interagit avec les médicaments qui affectent le CYP2C8 . L'utilisation de ce médicament pendant la grossesse peut nuire au fœtus.

## Histoire
Le daprodustat a été approuvé pour un usage médical au Japon en 2020 et aux États-Unis en 2023,. Il s'agit du premier traitement par voie orale d'une anémie chronique causée par une maladie rénale. Auparavant, des agents stimulant l'érythropoïtine injectables étaient utilisés à cette fin,,.